# Parachartergus pseudapicalis
Parachartergus pseudapicalis är en getingart som beskrevs av Abraham Willink 1959.
Parachartergus pseudapicalis ingår i släktet Parachartergus och familjen getingar. Inga underarter finns listade i Catalogue of Life.